# Higher (canción de Creed)
«Higher» es una canción de la banda estadounidense de hard rock y metal alternativo Creed. Fue lanzado el 31 de agosto de 1999 como el primer sencillo de su segundo álbum de estudio Human Clay (1999). La canción se convirtió en el gran éxito de la banda, ya que fue la primera canción en alcanzar el top diez en el Billboard Hot 100 de los Estados Unidos, donde alcanzó el puesto número siete en julio de 2000.

## Composición y letra
El vocalista Scott Stapp y su viejo amigo Steven Harang escribieron la canción sobre el poder de los sueños lúcidos. En otro episodio de "Wikipedia: Fact Or Fiction?" de Loudwire. Stapp afirmó que la inspiración para la canción provino de un sueño recurrente que tuvo. En la interminable pesadilla presente, Stapp sería perseguido y asesinado por un agresor desconocido que blandía un arma de fuego. Una vez que comenzó a estudiar los sueños lúcidos, pudo escapar del pistolero y posteriormente escribió la canción como recuerdo del sueño.
Musicalmente, la canción tiene un sonido himno y edificante, a menudo generando comparaciones con uno de los sencillos de éxito posteriores de la banda, "My Sacrifice". La canción está escrita en clave de re mayor, con Tremonti tocando en afinación drop D y Stapp cantando en barítono. "Higher" ha sido descrito como post-grunge, hard rock y rock alternativo.

## Video musical
El vídeo comienza con la banda sentada detrás del escenario antes de salir a interpretar la canción frente a una audiencia en el escenario. El video presenta escenas en cámara lenta y pausa de la banda y la multitud, junto con Stapp colgando en el aire con los brazos extendidos mientras usa sus característicos pantalones de cuero. Al final del video, la cámara regresa a la banda detrás del escenario mientras se los ve una vez más caminando hacia el escenario para actuar como lo hicieron al comienzo del video, dejando al espectador preguntándose si la presentación en vivo original fue un sueño. O no. La directora Ramaa Mosley, quien también dirigió el video de "What's This Life For", recuerda que se le ocurrió la idea después de escuchar la canción con el sello discográfico. La primera idea que tuvo fue la de una actuación épica que luego se cuestiona si alguna vez sucedió. Fue la única idea que propuso para el vídeo.
El video musical fue filmado en Orlando, Florida, en el Hard Rock Cafe Orlando. Según Mosley, filmar el video fue una "lucha creativa", ya que Creed tuvo poco tiempo para filmar el video antes de salir de gira por Japón. En el vídeo se utilizaron más de 300 extras como miembros de la audiencia, así como personas vistas con la banda detrás del escenario. Para las escenas de pausa, Mosley hizo que la banda y el público se congelaran mientras la cámara giraba a su alrededor, y también usó múltiples cámaras instaladas alrededor de la banda que luego se unieron con objetos flotantes agregados más adelante en la postproducción. También se utilizaron cables para escenas en las que Stapp se cierne sobre la audiencia. Para la escena final, se utiliza una técnica de giro fotográfico de 360 grados, una técnica relativamente nueva en ese momento, que requería una serie de cámaras y un software sofisticado para interpolar las imágenes fijas en lo que parece ser una toma continua de Stapp y la banda detrás del escenario. antes de salir a tocar en el escenario.

## Posicionamiento en lista
| Lista (1999–2000)                      | Mejor posición |
| -------------------------------------- | -------------- |
| Alemania (Offizielle Deutsche Charts)  | 91             |
| Australia (ARIA)                       | 36             |
| Netherlands (Dutch Top 40 Tipparade)   | 5              |
| Escocia (Scottish Singles Sales Chart) | 77             |
| Estados Unidos (Billboard Hot 100)     | 7              |
| Estados Unidos (Adult Top 40)          | 5              |
| Estados Unidos (Alternative Airplay)   | 1              |
| Estados Unidos (Mainstream Rock)       | 1              |
| Estados Unidos (Mainstream Top 40)     | 4              |
| Países Bajos (Mega Single Top 100)     | 62             |
| Reino Unido (Official Charts Company)  | 47             |
| Reino Unido (UK Rock & Metal)          | 1              |

## En otros medios
- "Higher" apareció en las películas The Skulls y 22 Jump Street.[22]
- La canción había aparecido en algunos de los avances oficiales de Titan A.E., pero no apareció en la película en sí ni en su banda sonora.[23]
- El libro The Ishbane Conspiracy menciona la canción.
- La canción se interpretó en vivo en el episodio del 16 de noviembre de 1999 de Late Night with David Letterman, los Billboard Music Awards 2000, los Blockbuster Entertainment Awards 2001 y el episodio del 23 de abril de 2010 de The Tonight Show with Jay Leno.[24][25][26][27]
- "Higher" se interpretó como parte de un popurrí, que también incluía "Don't Stop Dancing" y "My Sacrifice", durante la actuación de la banda en el espectáculo de medio tiempo del partido de fútbol anual del Día de Acción de Gracias de los Dallas Cowboys de 2001 el 22 de noviembre de 2001.
- "Higher" se utilizó para el paquete de vídeo de cierre en el segundo evento anual de lucha libre profesional WWE Tribute to the Troops en 2004.[28]
- La canción fue lanzada como contenido descargable para los videojuegos musicales Rocksmith 2014 y Rock Band 2.